# Red Dragon (statek kosmiczny)

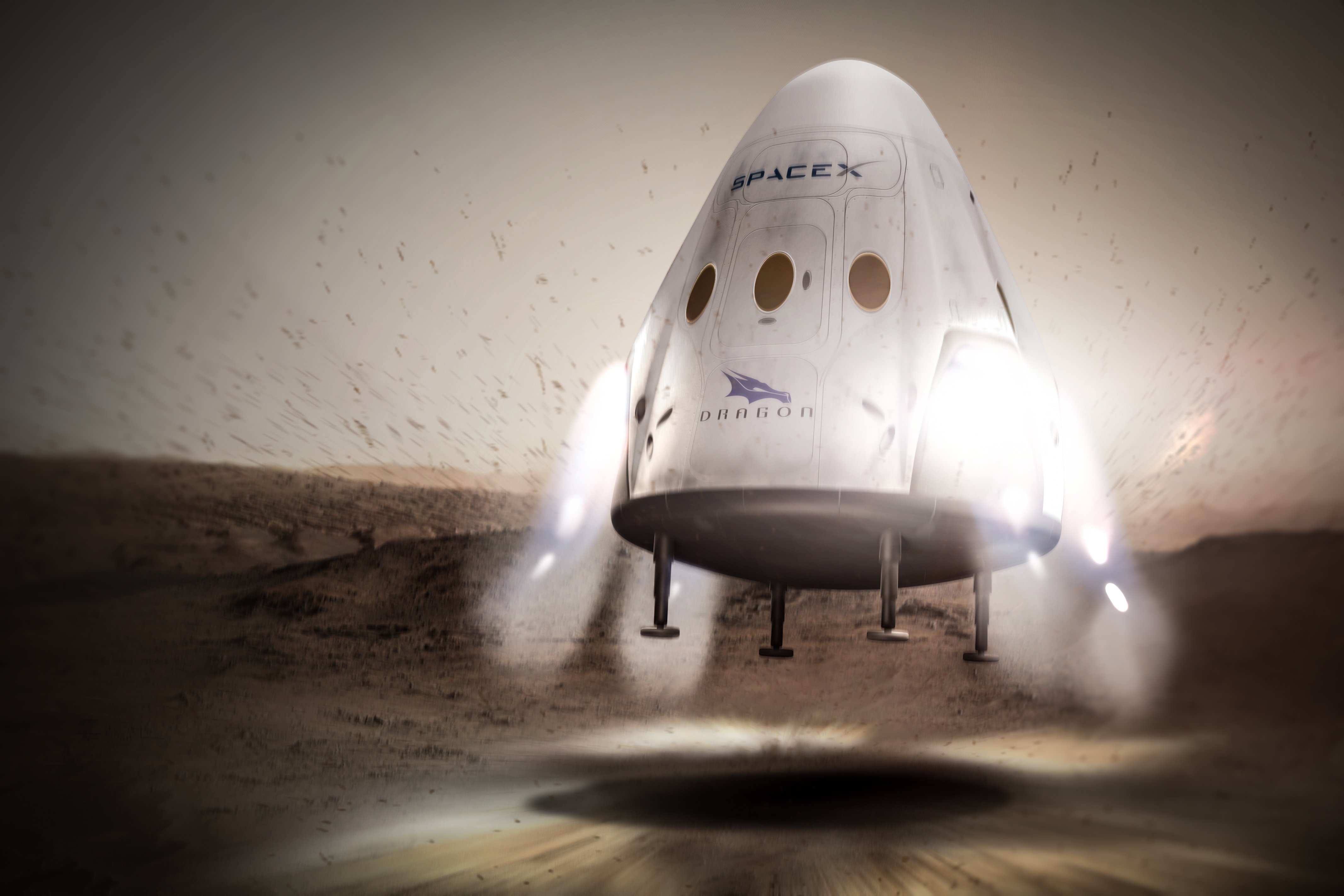
Artystyczna wizja lądowania statku Red Dragon na powierzchni Marsa

Red Dragon (ang. Czerwony Smok) – przedstawiona w 2011 roku przez firmę SpaceX koncepcja bezzałogowego statku kosmicznego – lądownika, dla względnie taniej misji marsjańskiej. Start pierwszej misji statku był planowany na 2020 rok. W 2017 roku Elon Musk ogłosił, że projekt został anulowany, a zasoby zostaną przekierowane na rozwój statku kosmicznego Starship.

## Koncepcja
Przy wykorzystaniu rakiety nośnej Falcon Heavy i zmodyfikowanego statku Dragon możliwe miało być wejście w atmosferę Marsa i lądowanie na jego powierzchni statku z aparaturą badawczą. Koncepcja ta została zaakceptowana przez NASA jako przedmiot bezkwotowej współpracy, zapewniając SpaceX pomoc ekspercką. W kwietniu 2016 roku SpaceX zapowiedział, że pierwszy start odbędzie się w 2018 roku.
Statek Red Dragon o masie 6,5 t miał mieć dużą pojemność, którą można by przeznaczyć na instrumenty badawcze o masie do około 1 t. Red Dragon mógłby dokonywać wierceń na głębokości ponad 1 m, co pozwoliłoby zdobyć próbki mogące zawierać lód. Całkowity koszt misji szacowany był na ok. 500 mln USD.
Przedstawiona przez SpaceX w 2011 roku koncepcja misji statku Red Dragon zaopatrzonego w urządzenie wiertnicze przewidywała następujące możliwe do realizacji cele:

### Cele naukowe
- poszukiwanie śladów życia,
- ocena warunków do istnienia życia pod powierzchnią,
- ustalenie pochodzenia, rozmieszczenia i składu lodu gruntowego,
- rekonstrukcja klimatu Marsa dzięki badaniom lodu gruntowego.

### Badania związane z przyszłymi lotami załogowymi
- przeprowadzenie procedury wejścia w atmosferę, schodzenia i lądowania, którą może wykorzystać statek załogowy,
- znalezienie potencjalnych zagrożeń w pyle, regolicie i lodzie,
- scharakteryzowanie zasobów Marsa,
- zademonstrowanie dostępu do zasobów podpowierzchniowych,
- przeprowadzenie próby wykorzystania zasobów w miejscu lądowania.

## Zarzucenie projektu
Podczas konferencji ISS R&D, szef SpaceX Elon Musk powiedział, że lądowanie na powierzchni Marsa za pomocą silników jest zbyt skomplikowane w tak małym statku jak Dragon 2. Zapowiedział, że nowa generacja rakiet będzie korzystać z innej techniki lądowania, jednak nie sprecyzował swoich słów.